# Richard Ryve
Richard Ryve (também Reve) (falecido em 1594) foi um cónego de Windsor de 1560 a 1594.

## Carreira
Ele foi educado no All Souls College, Oxford, onde se formou BA em 1534 e MA em 1537.
Ele foi nomeado:
- Reitor de Berkhamsted 1552
- Mestre da escola Berkhamsted Grammar School 1552
- Reitor de Marsh Gibbon 1561
- Prebendário de Westminster 1560
- Capelão da Rainha Elizabeth I

Ele foi nomeado para a décima primeira bancada na Capela de São Jorge, Castelo de Windsor, em 1560, e manteve a canonaria até 1594.